# Jelena Ana Milčetić a.k.a Helen Merrill
Jelena Ana Milčetić a.k.a Helen Merrill — студийный альбом американской певицы Хелен Меррилл, выпущенный в 2000 году на лейбле Verve Records. Пластинка является данью уважения хорватскому происхождению Меррилл.

## Отзывы критиков
| Оценки критиков                   | Оценки критиков |
| Источник                          | Оценка          |
| --------------------------------- | --------------- |
| AllMusic                          | [ 1 ]           |
| The Encyclopedia of Popular Music | [ 2 ]           |

В рецензии Алекса Хендерсона для AllMusic сказано: «Хелен Меррилл никогда не боялась рисковать, но джазовая певица-ветеран особенно амбициозна в отношении данного альбома — автобиографического (или, по крайней мере, полуавтобиографического) произведения, в котором использованы джаз, поп и фолк, а также традиционная хорватская музыка. Это чрезвычайно личный диск. Объединяя джаз, поп, фолк и хорватские элементы под одной крышей, жительница Нью-Йорка признает родину своих родителей, а также своё воспитание в США. Этот релиз не предназначен для джазовых пуристов — хотя часть материала очень ориентирована на джаз, часть из них выходит за рамки джаза. Но каким бы непредсказуемым и эклектичным ни был этот альбом, компакт-диск никогда не звучит запутанно или бесцельно. Всё идеально сочетается. Jelena Ana Milčetić — одно из самых впечатляющих достижений Меррилл».
Мэтью Бал из All About Jazz написал: «Американская дочь иммигрантов с хорватского острова Крк, Меррилл использовала популярную и традиционную народную музыку страны своего рождения и музыку страны своего происхождения и отфильтровала их через призму джаза. Это не случайный сборник песен, а, напротив, музыкальная сюита, почти эллингтоновская по своей концепции и структуре. Это альбом, окутанный дымкой воспоминаний и течением времени. Музыка наполнена глубокой тоской по дому, семье и любимым, брошенным в дни глупой юности. Хотя подобный проект не может избежать претенциозности, альбом обладает весом и субстанцией неподдельных эмоций».

## Список композиций
1. «Kirje» — 3:15
2. «Imagining Krk» — 2:15
3. «Long, Long Ago» (Томас Хейнс Бейли) — 4:35
4. «My Father» — 7:18
5. «La Paloma» (Себастьян Ирадьер) — 5:57
6. «Tanac» — 1:41
7. «Wayfarin’ Stranger» — 4:26
8. «I’ll Take You Home Again, Kathleen» (Томас Уэстендорф) — 5:30
9. «Lost in the Stars» (Курт Вайль, Максвелл Андерсон) — 5:19
10. «Sometimes I Feel Like a Motherless Child» — 5:36
11. «Among My Souvenirs» (Эдгар Лесли, Лоуренс Райт) — 3:47
12. «Nobody Knows» (Алан Бергман, Мэрилин Бергман, Мишель Легран) — 2:33
13. «Ti si rajski cvijet (You Are a Flower from Paradise)» — 1:01

## Участники записи
- Аккордеон — Доминик Кортезе, Гил Гольдштейн
- Английский рожок — Деннис Андерсон
- Арфа — Глория Агостини
- Аранжировка — Гил Гольдштейн, Торри Зито
- Виолончель — Джесси Леви
- Вокал — Хелен Меррилл
- Гитара — Джефф Миронов
- Гобой — Деннис Андерсон
- Дирижёр — Торри Зито (4, 7, 8), Фрэнк Зубак (9)
- Звукоинженер — Дэйв Фишер, Джей Ньюленд
- Контрабас — Джордж Мраз
- Перкуссия — Стив Крун
- Продюсер — Дэниел Ричард, Хелен Меррилл
- Сопрано-саксофон — Стив Лейси
- Ударные — Терри Кларк
- Фортепиано — Гил Гольдштейн, Роланд Ханна
- Электропианино — Торри Зито